# Ottone Visconti
Ottone Visconti (Invorio, Novara mellett; 1207 – Milánó, 1295. augusztus 8. ) milánói érsek, a Visconti-család milánói és lombardiai hatalmának megteremtője.

## Élete
Ottone Visconti Matteo Visconti nagybátyja volt, ezért valószínűleg Uberto Visconti († 1249) fia. Egyházi pályafutását a pápai legátus és Ottaviano Ubaldini bíboros segédjeként kezdte. 1260-ban a novarai podestà volt. Két évvel később, 1262. július 22-én IV. Orbán pápa milánói érsekké nevezte ki, hogy megerősítse Róma pozícióját a milánói egyházzal és a della Torre (Torriani) családdal szemben, akik a népszerű párt, a Popolare vezetőiként irányították a milánói egyházat akkoriban. Martino della Torre, aki 1256 óta volt ténylegesen a város ura, ellenezte a kinevezést, és száműzte Ottonét, így 15 évig nem foglalhatta el az érseki széket. 1277-ben a Torrianikkal szemben álló nemesi párt segítségével döntő győzelmet aratott Napoleone della Torre felett a desiói csatában, ami lehetővé tette számára, hogy ne csak egyházmegyéjét vegye birtokba, hanem a várost is.
1287-ben Matteo Viscontit kinevezte Capitano del Popolónak, aki 1291-ben Milánó urává vált. Ottone visszavonult a Chiaravalle milánói kolostorba, ahol 1295. augusztus 8-án meghalt.

## Képek azangeraivár tanácsterménekfreskójáról

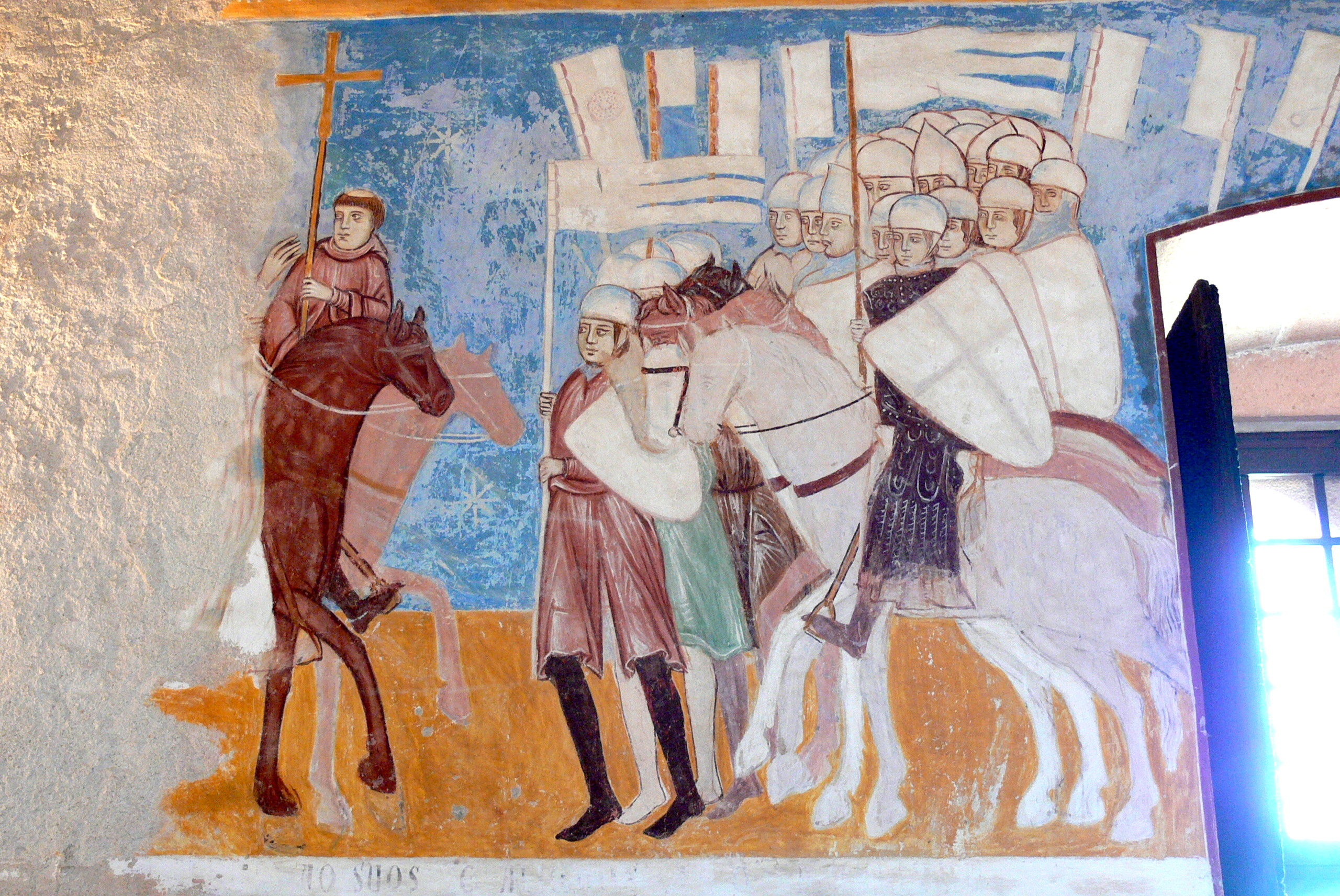
Ottone Visconti érsek seregével 1277-ben
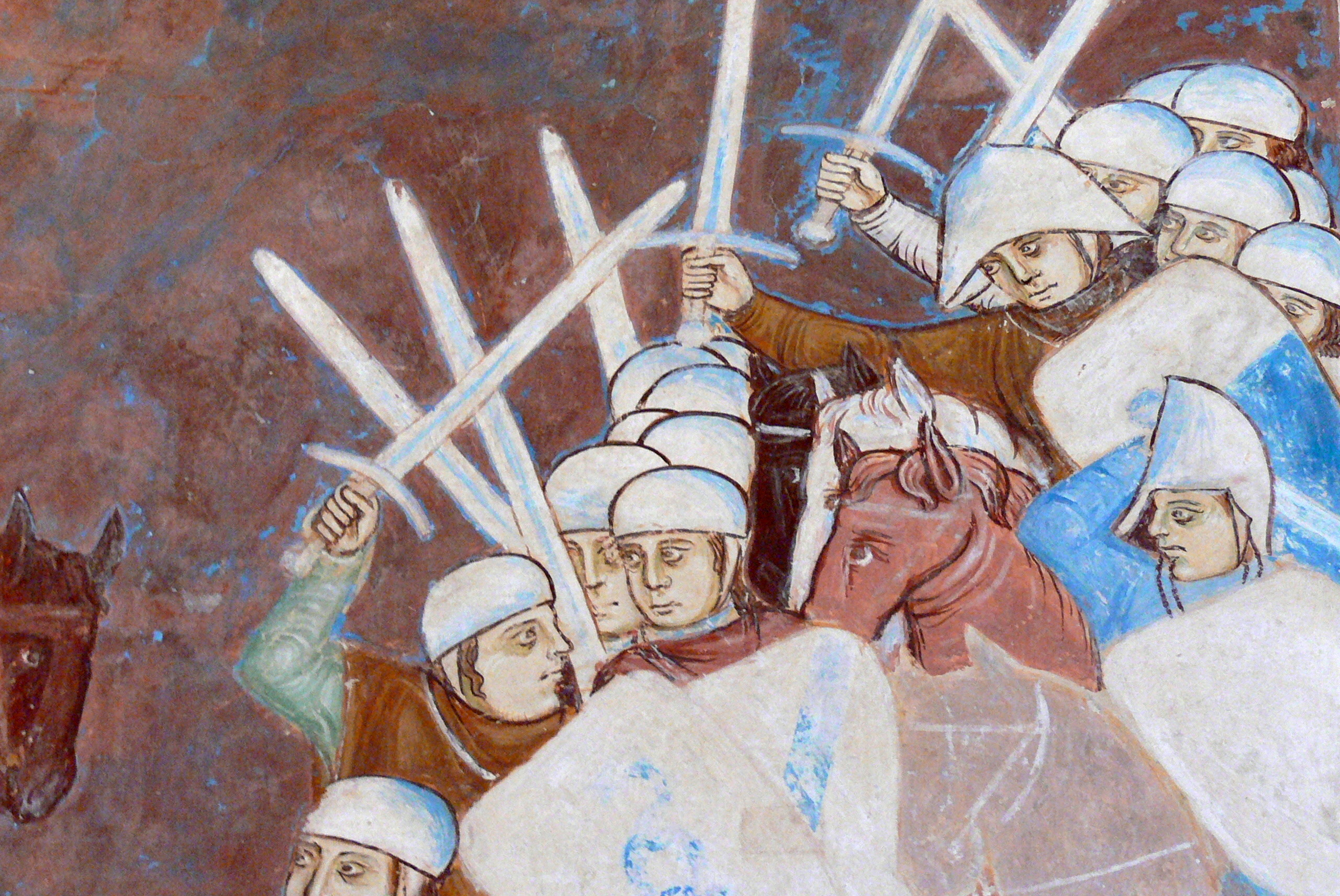
A desiói csata
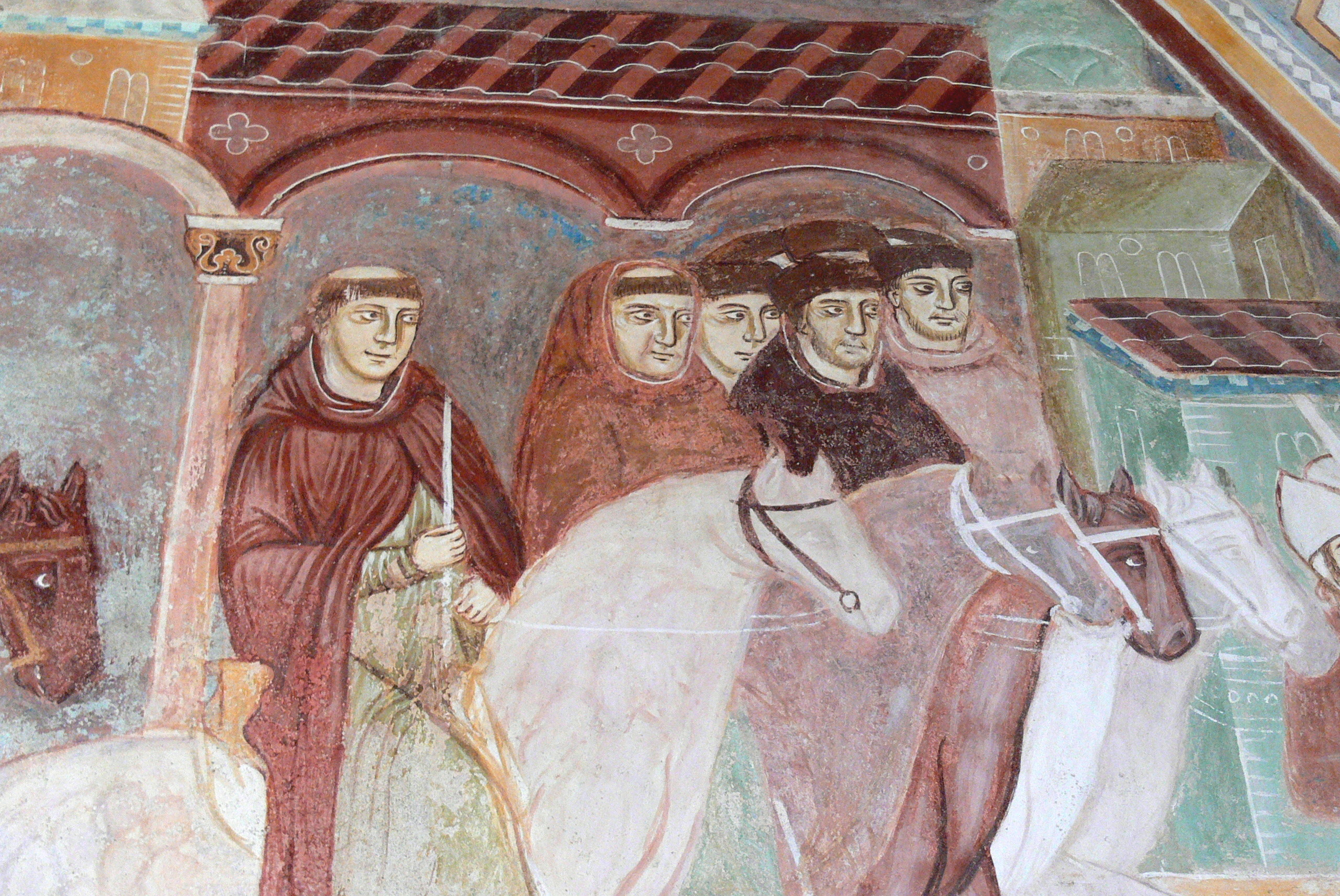
Ottone Visconti visszatér Milánóba

## Fordítás
- Ez a szócikk részben vagy egészben  az   Ottone Visconti című német Wikipédia-szócikk ezen változatának fordításán alapul.  Az eredeti cikk szerkesztőit annak laptörténete sorolja fel. Ez a jelzés csupán a megfogalmazás eredetét és a szerzői jogokat jelzi, nem szolgál a cikkben szereplő információk forrásmegjelöléseként.